# GAF ジンディビック
GAF ジンディビック
- 用途：ターゲット・ドローン
- 製造者：Government Aircraft Factory
- 運用者：オーストラリア空軍、オーストラリア海軍、イギリス空軍
- 初飛行：1952年8月
- 生産数：517
- 生産開始：1952-1986, 1997

GAF ジンディビック（GAF Jindivik）はオーストラリアの政府航空工場（Government Aircraft Factory）が製造したターゲット・ドローン。名称はアボリジニの言葉で「狩られるもの」を意味する。無人機開発はProject Bと呼ばれ、初号機の機体番号はB-1であったが、後にA92-1に改められ、量産機もA92から始まる機体番号が与えられた。無人機に先立ち、概念実証用に、Project Cとして人間が搭乗するタイプのGAF Pika が2機作製され（Aircraft C-1およびC-2、後に93-1及び93-2と改称）、航空力学、エンジンおよびラジオコントロールシステムの試験が実施された。Pikaはアボリジニ語で「空をとぶもの」を意味する。

## 設計と開発
ジンディビックは、イギリスは弾道ミサイルを開発し、オーストラリアは試験施設（後のウーメラ試験場）を提供するという相互協定に端を発する。交渉の結果、オーストラリアは運用要求 E.7/48 に基づく、高度40,000 ftで15分運用が可能な無人標的機の開発契約を得た。開発は1948年に開始され、有人タイプのPikaの最初の試験飛行は1950年に実施された。無人型ジンディビック Kk.1 の初飛行は1952年8月であった。1952年から1986年にかけて、合計502機が製造された。1997年に製造ラインが再稼動され、イギリス向けに15機が製造された。イギリス向けの製品は、フェアリー・アビエーションで組み立てられ、試験された。ジンディビックはオーストラリア空軍、オーストラリア海軍航空隊、及びイギリス空軍で使用された。イギリスでの試験は、主にロイヤル・エアクラフト・エスタブリッシュメント（RAE）が行ない、ウェールズのAberporth Airportが用いられた。
Pikaはコックピットがあったため、空気取り入れ口は機体側面に設けられた。また空気圧駆動式の車輪型ランディング・ギアを持っていた。ジンディビックでは、空気取り入れ口はPIKAのコックピットがあった位置に移動され、着陸装置はソリ型に変更された。

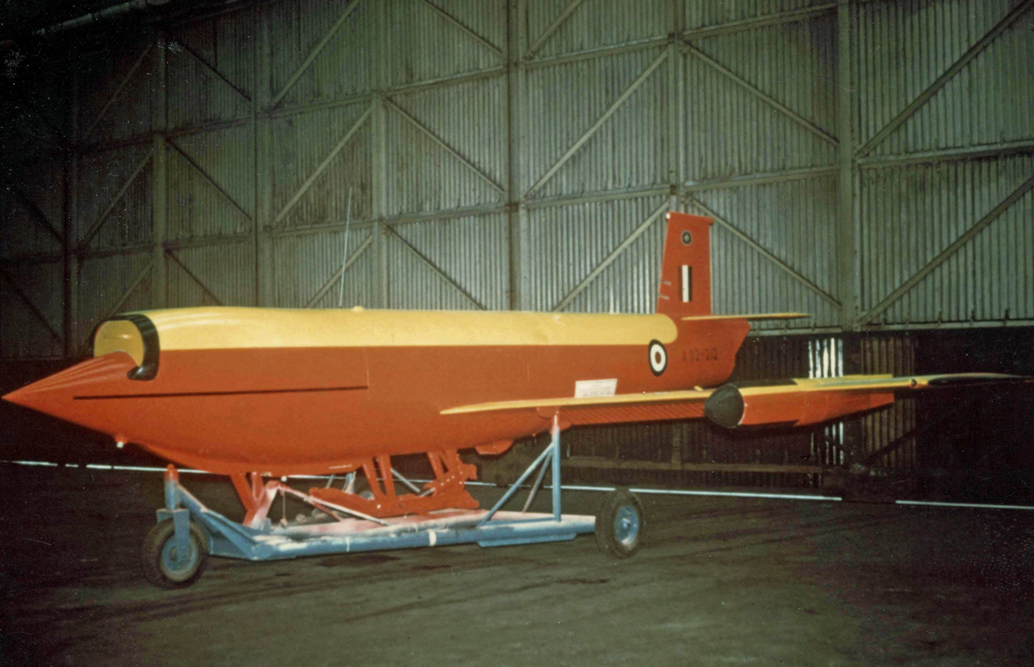
Aberporth試験場で使用するため、フェアリー・アビエーションで組み立てられたジンディビック 102B

ジンディビック Mk.1 はこのプロジェクトのために使い捨てエンジンとして開発されたアームストロング・シドレー アダー ターボジェットエンジンを搭載した。Mk.1 は14機が製造されたのみだった。Mk.2 はより強力推力1,640 lbfのアームストロング・シドレー ヴァイパー を搭載した。ヴァイパーもまた、短寿命のエンジン - およそ10時間 - であったが、その後一般航空機用の「長寿命タイプ」が製造された。
制御装置はエリオット・ブラザーズ、ゼネラル・エレクトリック・カンパニーなどがRAEの支援のもとに開発した。地上から直接操縦を行うのではなく、ジンディビックはオートパイロット装置を備えており、地上から無線で指令を送ることができた。オートパイロット用の飛行指令は18種類あり、また搭載装置用の指令が6種類使えた。
離陸はトロリーを使って行った。フルルラップ時には110ノットで離陸でき、トロリーは切り離された。着陸速度は125-150ノットであった。方位角と高さを制御して、ドローンを滑走路に戻した。着陸はソリを使用したが、機体が傾いていると翼端の「靴」が滑走路に接触してしまうので、慎重にコントロールされた。

## 使用例
ジンディビックは、イギリスのBristol Bloodhound 地対空ミサイル、English Electric Thunderbird 地対空ミサイル、シー・スラグ艦対空ミサイル、ファイアストリーク 空対空ミサイルの開発に使用された。

## 採用組織
オーストラリア
- オーストラリア空軍
- オーストラリア海軍航空隊

 イギリス
- イギリス海軍

## バリエーション
- ジンディビック 2 -
- ジンディビック Mk 102 - フェアリー・アビエーションによるジンディビック 2 の改良型
- ジンディビック 2A - 推力1,750 lbfのヴァイパー 8エンジン開発用のモデルで、空気取り入れ口が変更され、幅広の主翼となった
- ジンディビック 2B - 2Aの生産型
- ジンディビック Mk 102B - 2Bのエアフレームを基にMk 102と同じ改良をしたもの
- ジンディビック 3A - より高い高度での運用のため、ヴァイパー 11 と新しい装置を搭載したもの
- ジンディビック 3B - 3Aと同じだが、エンジンはヴァイパー 8のまま

## 仕様（ジンディビック 3B - ショートスパン翼）
出典: Jane's All The World's Aircraft 1980-81 
諸元
- 乗員: 無人機
- 全長: 8.15 m （26 ft 8¾ in[12]）
- 全高: 2.08 m （6 ft 9⅞ in）
- 翼幅: 6.32 m（20 ft 9 in[13]）
- 翼面積: 7.06 m2 （76.0 ft²）
- 翼型: NACA 64A-106
- 空虚重量: 1,315 kg （2,900 lb）
- 最大離陸重量: 1,655 kg （3,650 lb）
- 動力: ロールス・ロイス ヴァイパー Mk 201 ターボジェット、11.1 kN （2,500 lbf）  × 1

性能
- 最大速度: 908 km/h （564 mph） 490 ノット
- 航続距離: 1,240 km （771 mi） 690 海里
- 実用上昇限度: 17,375 m （57,000 ft）

## 参考資料
- Taylor, John W.R. Jane's All The World's Aircraft 1980-81. London:Jane's Publishing, 1980. ISBN 0 7106-0705-9.
- "Jindivik in theory and practice", Flight. 1961

## 画像
- Jindavik A92-511 at RAAF Base Wagga Wagga